# Jesse William Lazear
Jesse William Lazear (2 tháng 5 năm 1866 – 26 tháng 9 năm 1900) là một bác sĩ người Mỹ.
Ông là con trai của William và Charlotte née Pettigrew. Ông đã học tại trường Đại học Washington & Jefferson , lấy bằng cử nhân vào năm 1889 ở Đại học Johns Hopkins và bằng tiến sĩ y khoa vào năm 1892 tại trường y của Columbia University College of Physicians and Surgeons. Năm 1896 ông kết hôn với Mabel Houston và sinh hai người con.
Ông làm bác sĩ tại Bệnh viện Johns Hopkins ở Baltimore từ năm 1895; tại đó ông nghiên cứu bệnh sốt rét và sốt vàng da. Năm 1900, ông là trợ lý bác sĩ phẫu thuật trong quân đội Mỹ tại Columbia Barracks (Quemados).
Sau vài tháng tại Quemados, Lazear cùng với Walter Reed (1851-1902), James Carroll (1854-1907) và Aristides Agramonte (1869-1931), tham gia vào một ủy ban nghiên cứu việc truyền bệnh sốt vàng da. Trong nghiên cứu của mình, Lazear khẳng định thuyết 1881 của Carlos Finlay rằng muỗi truyền bệnh này. Lazear đã tiến hành một phần của nghiên cứu trên chính cơ thể mình bằng cách để cho muỗi mang mầm bệnh đốt mà không cho các đồng nghiệp biết. Sau đó Lazear bị nhiễm bệnh sốt vàng da và chết vì căn bệnh này ở tuổi 34.
Một ký túc xá của Đại học Johns Hopkins đã được mang tên Lazear để vinh danh ông.